# Kortrijk 1302
1302 is een museum in de Onze-Lieve-Vrouwekerk in de Belgische stad Kortrijk. Het multimediale museum behandelt de geschiedenis en symboliek rond de Guldensporenslag, de historische veldslag die uitgevochten werd op de Groeningekouter te Kortrijk op 11 juli 1302. Het fysiek museum sloot eind 2021 de deuren en werd sinds 2022 naar een permanente tentoonstelling overgebracht naar de Onze-Lieve-Vrouwekerk.

## Museum
Sinds de jaren '90 herbergde het vroegere dormitorium van de Groeningeabdij het Museum van de Geschiedenis van de stad Kortrijk. In 2007 werden de overige vleugels ingericht door het nieuwe museum Kortrijk 1302: één dag, zeven eeuwen. Dit was een interactief en multimediaal museum voor groot en klein over de Guldensporenslag. De hoofdrolspelers in het oorlogsgeweld kwamen er tot leven en het verloop van de veldslag was te volgen op een grote maquette. Het verhaal van zeven eeuwen Kortrijkse geschiedenis werd verteld en er werd een film over traditievorming en het ontstaan van een nationaal bewustzijn vertoond.
Er waren maliënkolders, zwaarden en goedendags te zien en te betasten. Ook het paardenhangertje van Gwijde van Namen werd er bewaard. In het museum vond men voorts afbeeldingen, videofragmenten, beelden, munten, helmen, wapens, wapenuitrustingen, kranten, schilderijen enz. Men kon tijdens het bezoek gebruikmaken van een audiogids.
Het museum was een realisatie van de stad Kortrijk, Kortrijk 1302 en de werking Stedelijke Musea Kortrijk. Het kreeg financiële steun van de Europese Gemeenschap, de Vlaamse overheid, het Vlaams Parlement, toerisme Vlaanderen en de Provincie West-Vlaanderen. Er was ook de medewerking van Westtoer, het West-Vlaams provinciebedrijf voor Toerisme en Recreatie en van Toerisme Leiestreek. De visualisatie werd verzorgd door Barco.
Naast de vaste tentoonstelling over de Guldensporenslag werden er ook regelmatig tijdelijke tentoonstellingen georganiseerd.

## Geschiedenis van het gebouw
De twee dochters van Walter van Kortrijk erfden een leen en bouwden er het latere klooster van Groeninge, dat er drie eeuwen gevestigd bleef. In 1302 vond vlak bij het klooster de Guldensporenslag plaats. 
Later, in de zeventiende eeuw, vonden tal van mirakelen plaats rond het klooster. Voor de Kortrijkzanen was dit vaak hun laatste hoop en zij brachten dan ook vaak eieren of andere waren om bijvoorbeeld goed weer aan te vragen bij de zusters.
Het museum was gelegen in het 17de-eeuwse onderkomen van de zusters, vlak bij de Houtmarkt en het Begijnhofpark. Dit park was vroeger de kloostertuin. De gebouwen werden in fasen gerestaureerd en er werden nieuwe elementen toegevoegd. Het geheel was klaar in 2006 en ook toerisme Kortrijk vond hier zijn onderkomen.

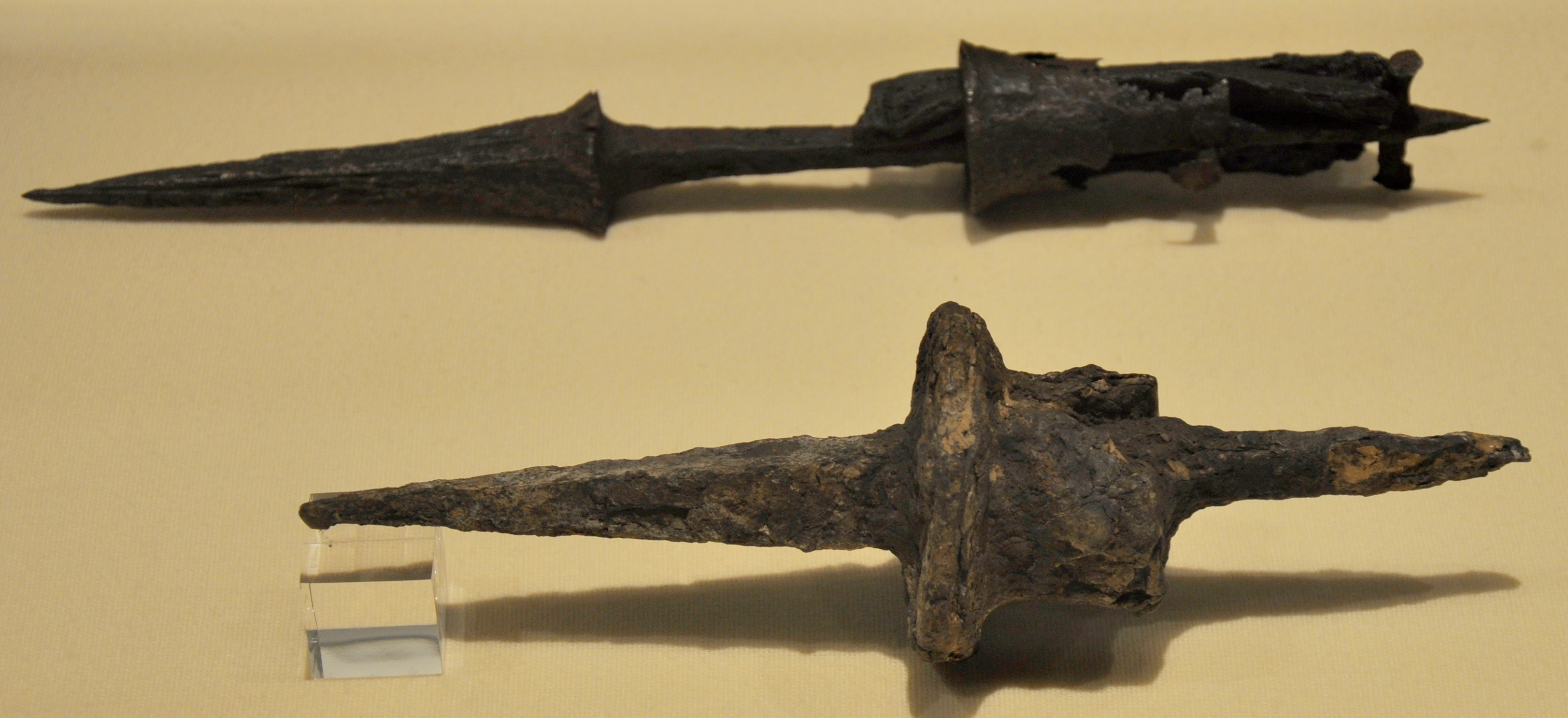
Resten van goedendags in het museum
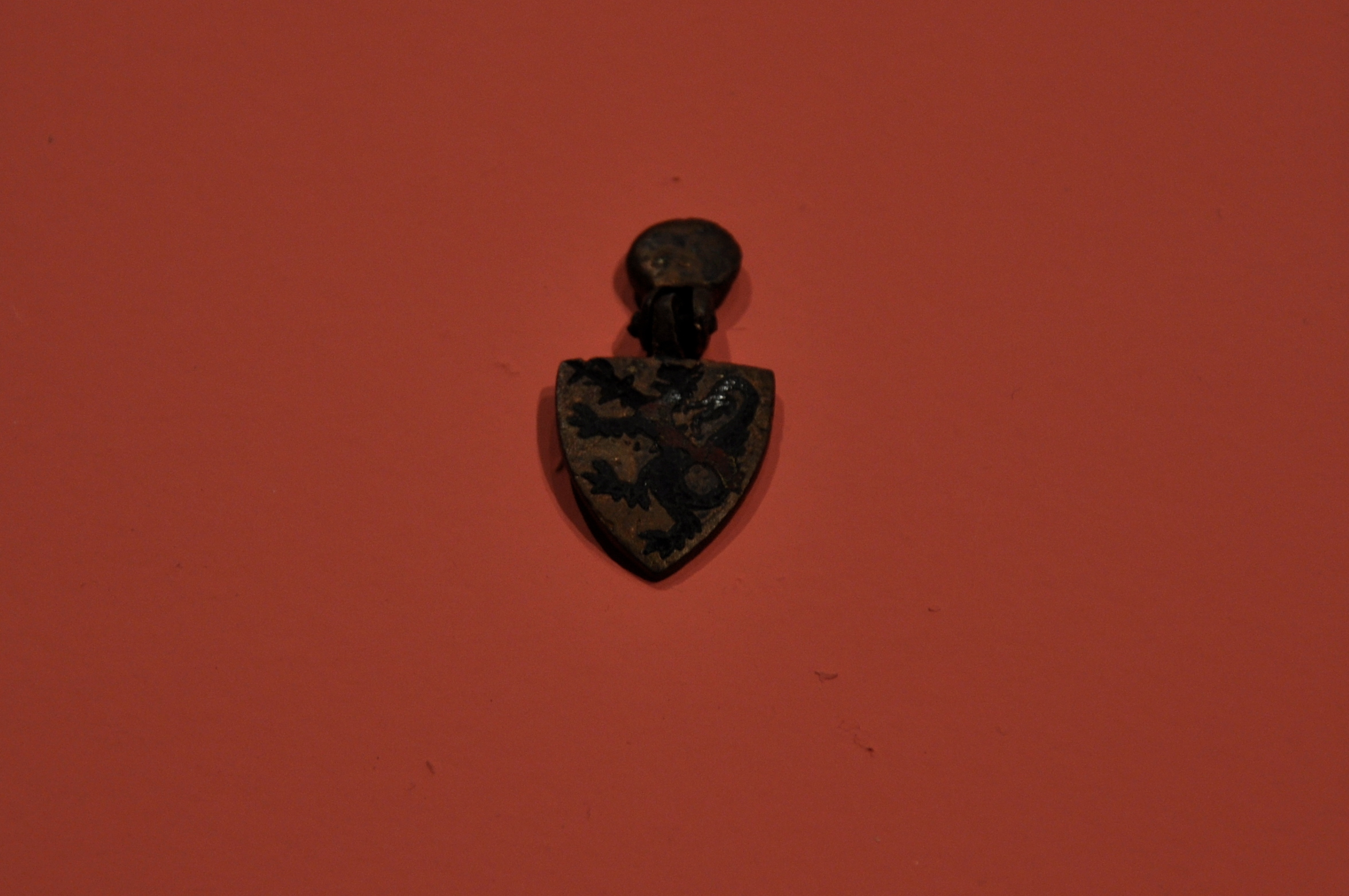
Paardenhangertje van Gwijde van Namen
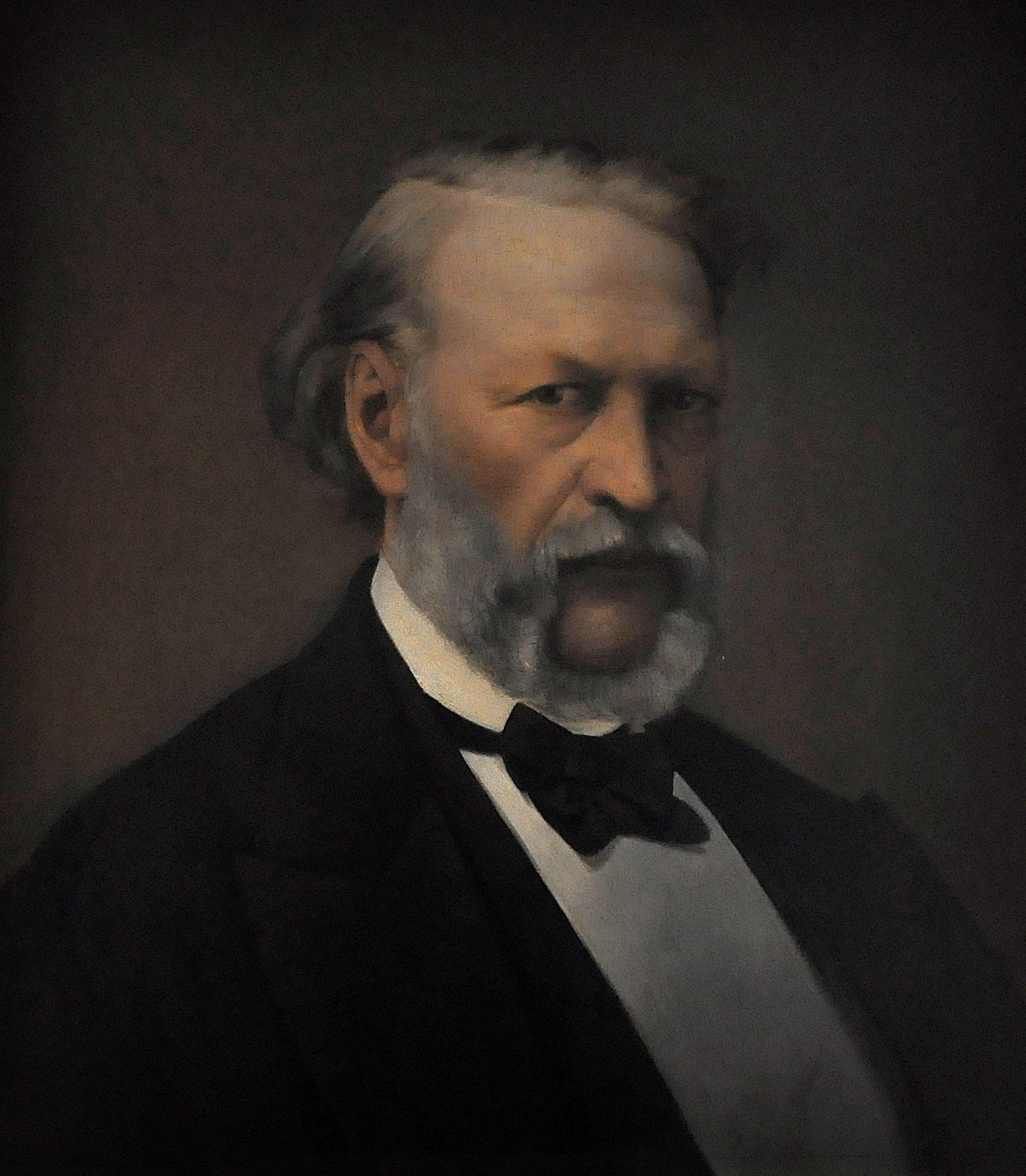
Hendrik Conscience (ca. 1870) door Hendrik De Pondt in het museum
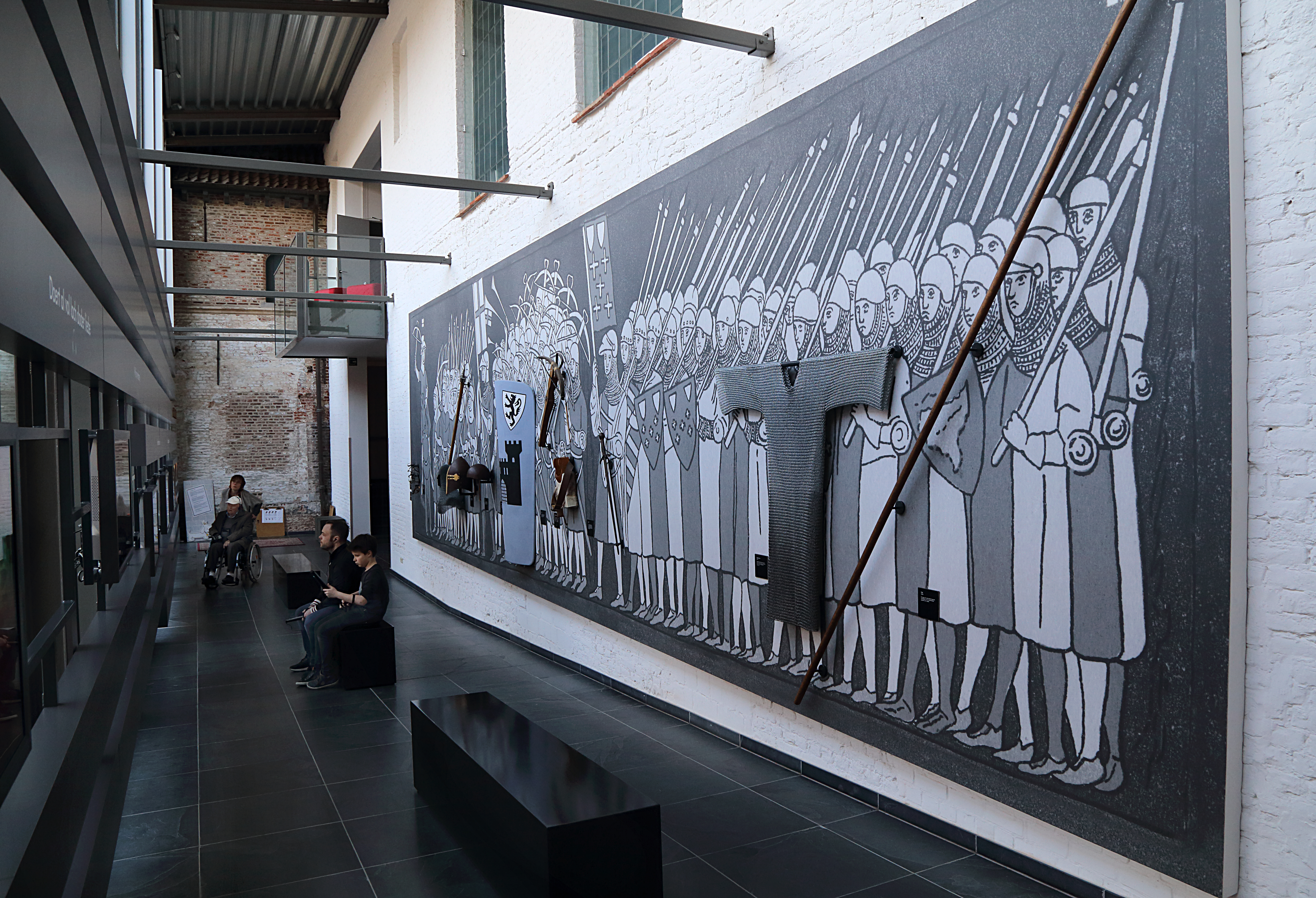
Museum Kortrijk
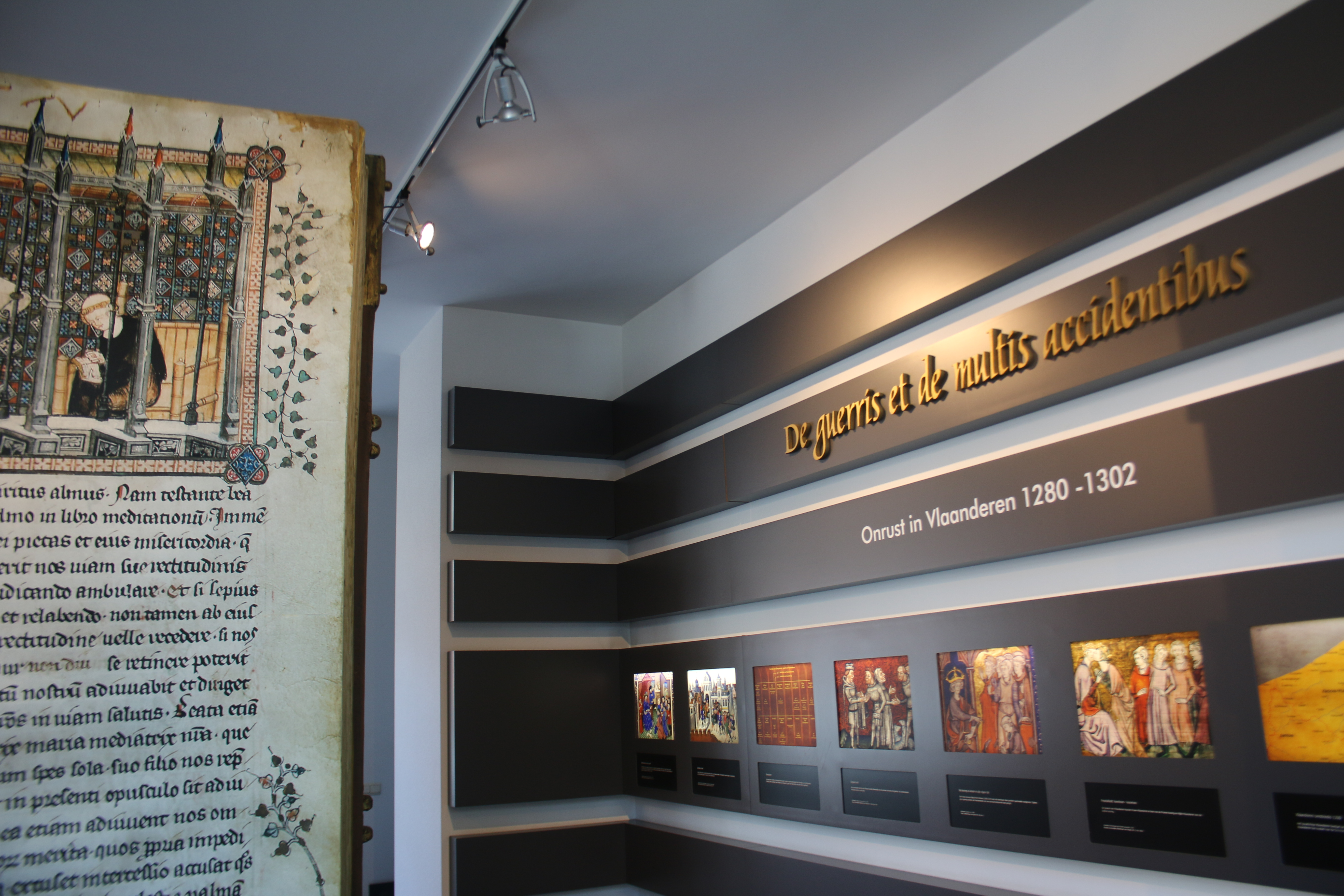
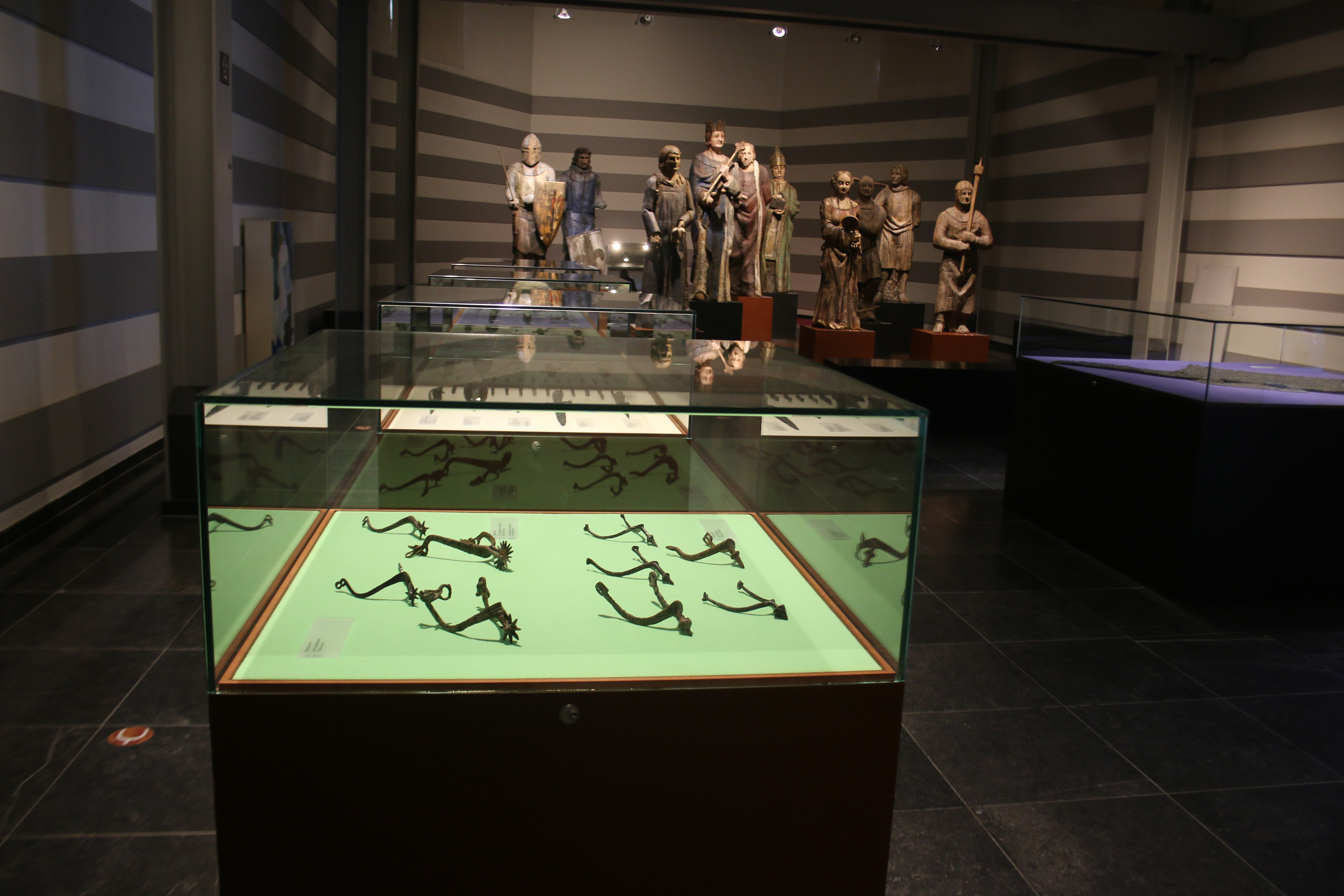